# Luxembourg aux Jeux olympiques de la jeunesse d'hiver de 2016
Le Luxembourg participe aux Jeux olympiques de la jeunesse d'hiver de 2016 à Lillehammer en Norvège du 12 au 21 février 2016. Un athlète représente le pays pour cette édition.

## Résultats

### Ski alpin
| Athlète       | Épreuve      | Finale          | Finale          | Finale          | Finale          |
| Athlète       | Épreuve      | Manche 1        | Manche 2        | Total           | Rang            |
| ------------- | ------------ | --------------- | --------------- | --------------- | --------------- |
| Matthieu Osch | Slalom       | N'a pas terminé | N'a pas terminé | N'a pas terminé | N'a pas terminé |
| Matthieu Osch | Slalom géant | 1 min 26 s 49   | 1 min 23 s 93   | 2 min 50 s 42   | 28              |
| Matthieu Osch | Super-G      |                 |                 | 1 min 14 s 88   | 34              |
| Matthieu Osch | Combiné      | N'a pas terminé | N'a pas terminé | N'a pas terminé | N'a pas terminé |